# Ma-seu-teo
Ma-seu-teo (bra: Golpe de Mestre) é um filme de drama sul-coreano dirigido por Cho Ui-seok, que estreou em 2016.

## Elenco
- Lee Byung-hun – Presidente Jin
- Gang Dong-won – Kim Jae Myung
- Oh Dal-su – Hwang Myung-joon

## Edição
O filme foi exibido no American Film Market de 2016. Antes do lançamento dos direitos de distribuição, o filme foi vendido para 31 países.

## Recepção
No dia da estreia, o filme foi exibido em 1.448 cinemas da Coreia do Sul, então teve 393.247 espectadores e uma participação de 66,3% na receita. Em 2016, o filme arrecadou US$ 34 milhões, tornando-se o 11º filme de maior bilheteria da Coreia do Sul em 2016. Segundo dados de fevereiro de 2017, o filme arrecadou US$ 49,81 milhões e vendeu 7,14 milhões de ingressos.